# Alameda
Alameda – miasto w Kalifornii, w hrabstwie Alameda, położone nad zatoką San Francisco, w pobliżu Oakland.
W latach 1940–1997 funkcjonowała tu baza lotnictwa morskiego US Navy (Naval Air Station Alameda). Na stałe zacumowany jest tu lotniskowiec USS „Hornet”, na pokładzie którego mieści się muzeum.

## Demografia
W 2000 roku liczyło 72 259 mieszkańców. W 2023 roku liczba mieszkańców wzrosła do 75 353 osób, a gęstość zaludnienia do 1266 osób/km².

## Gospodarka
W mieście rozwinął się przemysł chemiczny, stoczniowy, spożywczy oraz maszynowy.

## Miasta partnerskie
- Jiangyin, Chiny
- Arita, Japonia
- Lidingö, Szwecja